# Lycogala epidendrum
Espèce
Lycogala epidendrum, le Lait de loup, est une espèce cosmopolite de myxomycètes, souvent prise pour un champignon (Fungi). 
L’aethalium, ou fructification, peut être observé sur le bois mort humide de juin à novembre. Ces aethalia ressemblent à de petits coussinets, rose au brun. Ils peuvent excréter une pâte rose si la paroi extérieure est rompue avant que la fructification soit mûre. À maturité, la couleur devient brune. 
Avant la fructification, les amibes unicellulaires se déplacent sous forme de petits plasmodes rouges. Ces amibes se nourrissent par phagocytose de bactéries, de levures et de spores de champignons et de plantes.
Une confusion est possible avec l'Hypoxylon en forme de fraise et la maladie du corail, provoquée par Nectria cinnabarina (genre Nectria).

## Taxonomie
Le nom correct complet (avec auteur) de ce taxon est Lycogala epidendrum (L.) Fr., 1829.
L'espèce a été initialement classée dans le genre Lycoperdon sous le basionyme Lycoperdon epidendrum L., 1753.

### Étymologie
Le terme grec Lycogala, « lait de loup » est une référence à la couleur rouge corail du plasmode et une allusion à la louve, animal sanguinaire qui se devait d'avoir un lait rouge. L'épithète spécifique epidendrum vient du grec epi, « sur », et dendron, « arbre », en référence à cet organisme saprotrophe qui vit sur le bois mort des arbres, d'où son nom de Lycogale des arbres.
Ce taxon porte en français les noms vernaculaires ou normalisés suivants : lait de loup, lycogale rose et Lycogala arboricole.

### Synonymes
Lycogala epidendrum a pour synonymes :
- Galeperdon epidendron (L.) Weber ex F.H. Wigg., 1780
- Galoperdon epidendron (L.) Weber ex F.H. Wigg. (1780), 1780
- Lycoperdon epidendron Bull., 1791
- Lycoperdon epidendrum L., 1753

### Liste des variétés
Selon MycoBank (12 février 2024) :
- Lycogala epidendrum var. epidendrum
- Lycogala epidendrum var. exiguum (Morgan) Torrend, 1908
- Lycogala epidendrum var. terrestre (Fr. & Lindgr.) Y. Yamam., 1998
- Lycogala epidendrum var. tessellatum (Lister) G. Lister, 1911

## Description

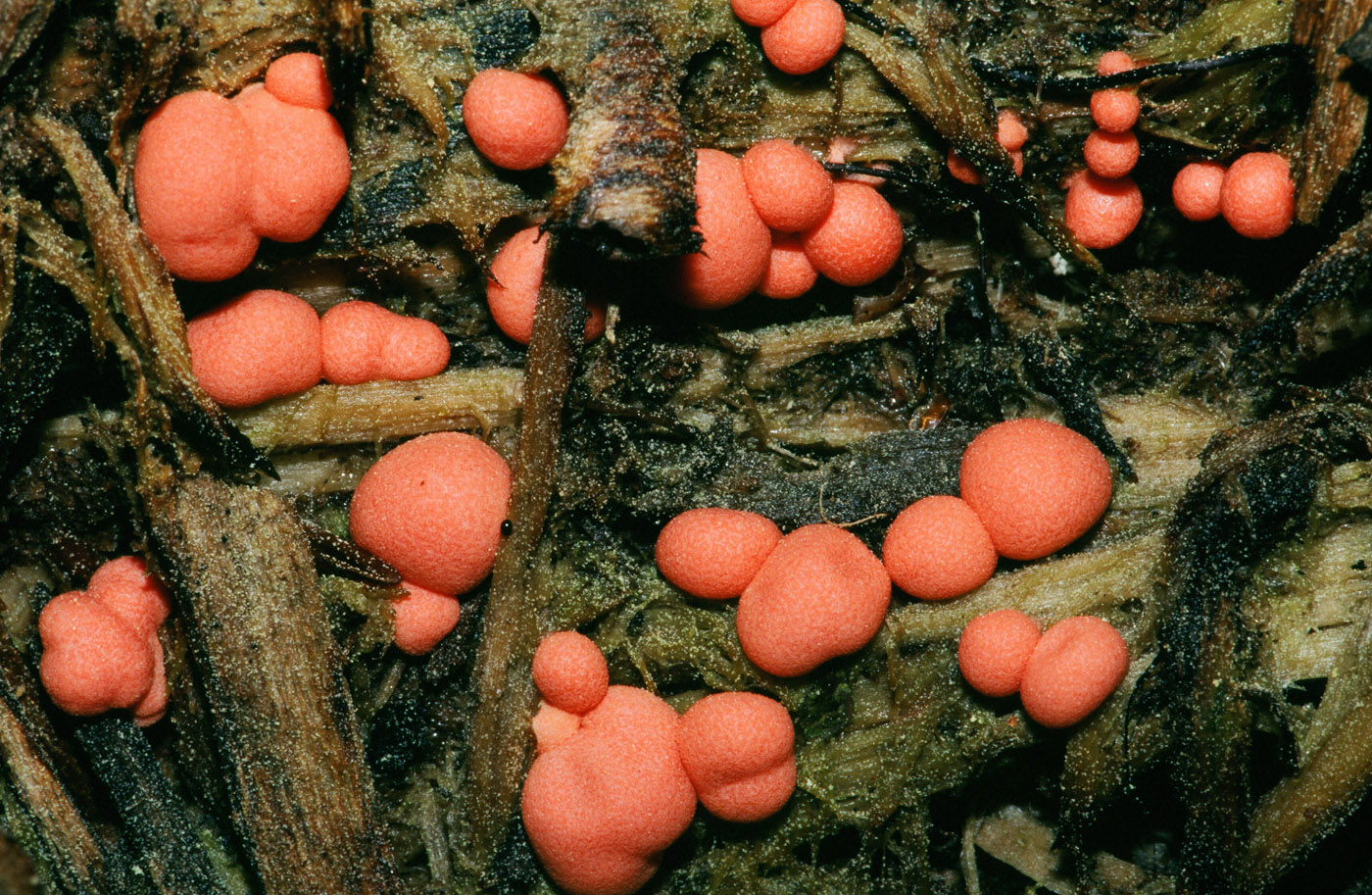
Aethalia sur du bois mort

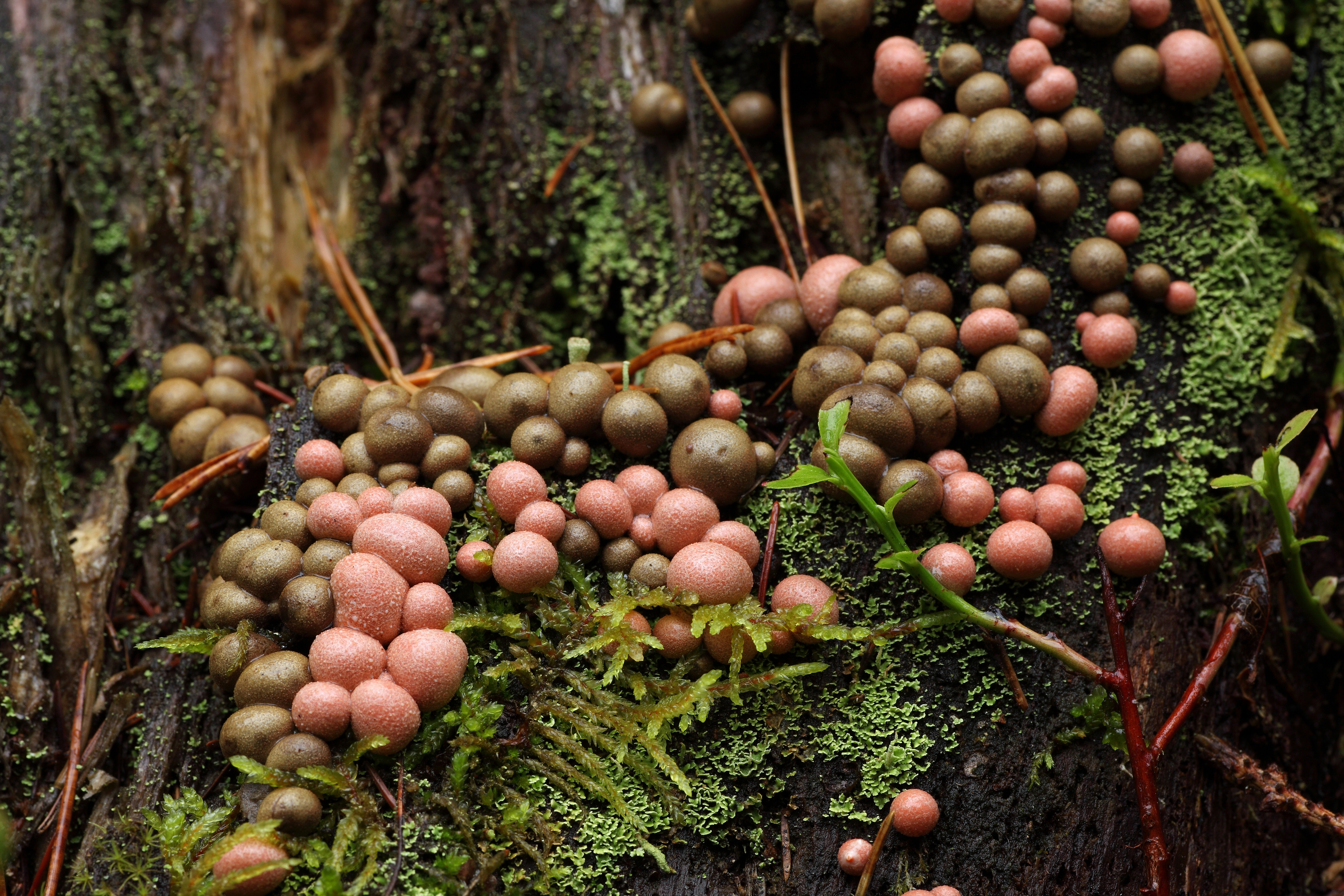
Aethalia (mature et immature) de Lycogala epidendrum sur du bois mort, près du village de Lehtmetsa, Estonie. Septembre 2015.

Pendant la phase plasmodiale, les individus sont de couleur rougeâtre, cependant ce stage est très rarement observé et le plasmode est de couleur rouge corail. Lorsque les conditions changent, les amibes unicellulaires s’agrègent par le biais de signaux chimiques (chimiotaxie) pour former un aethalium (ou fructification). Ces aethalia apparaissent comme de petits coussins mesurant 3 à 15 mm de diamètre. Ils peuvent être isolés ou en petits groupes sur les bois. La couleur est très variable, allant de gris-rose à brun-jaunâtre ou verdâtre voire noir quand la fructification est mature. Ils peuvent être de forme ronde ou un peu comprimé avec une texture rugueuse ou verruqueuse. Les fructifications immatures sont remplies d’une liquide visqueux rose. Pendant la maturation, ce liquide se transforme en une masse poudreuse composée de spores grises. Les spores mesure de 6 à 7,5 µm, sont de forme ronde avec une texture réticulée et apparaissant de couleur ocre ou lavande.
Les spores sont globuleuses et réticulées. Elles ont une taille de 6 à 7,5 µm.
Souvent considéré comme non comestible, L. epidendrum aurait été utilisé, à l'état juvénile, comme nourriture d'appoint par les indigènes de l'Équateur.

## Publication originale
- Fries, EM, Systema Mycologicum, vol. 3, 1829, p. 1-260

### Illustrations
- (en) « Photos of Lycogala epidendrum », Sociedad Micólogica de Madrid, 17 octobre 2006